# Grafófono

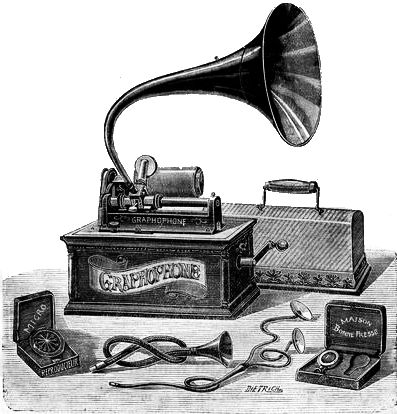
Grafófono Columbia "Precision", modelo de cilindros vendido en Francia, 1901

El grafófono (el nombre original del aparato y de su marca comercial era Graphophone), se lanzó como una versión mejorada del fonógrafo. Fue inventado en el Laboratorio Volta, fundado por Alexander Graham Bell en Washington, D. C., Estados Unidos.
El uso de su marca registrada sería adquirido sucesivamente por la Volta Graphophone Company, luego por la American Graphophone Company, la North American Phonograph Company, y finalmente, por la Columbia Phonograph Company (conocida hoy como Columbia Records). Todas ellas produjeron o vendieron Graphophones.

## Investigación y desarrollo
Se necesitaron cinco años de investigación bajo la dirección de Benjamin Hulme, Harvey Christmas, Charles Sumner Tainter y Chichester Bell en el Laboratorio Volta para desarrollar el grafófono, de forma se diferenciara del fonógrafo de Thomas Edison, evitando así sus derechos de patente.
Entre sus innovaciones, los investigadores experimentaron con técnicas de grabación lateral ya en 1881. Al contrario de las ranuras grabadas verticalmente de los fonógrafos de Edison, el método de grabación lateral usaba un estilete de corte que se movía de lado a lado, describiendo un patrón en "zig zag" a lo largo del disco. Si bien los fonógrafos de cilindro nunca emplearon comercialmente el proceso de corte lateral, este se convertiría más adelante en el método principal de grabación de discos fonográficos.
Bell y Tainter también desarrollaron cilindros de cartón recubiertos de cera como material de registro. El mandril ranurado de Edison recubierto con una hoja removible de papel de estaño (el medio de grabación entonces disponible), era propenso a dañarse al instalarlo o retirarlo. Tainter recibió una patente separada para una máquina de ensamblaje de tubos para producir automáticamente los núcleos de cartón enrollado de los cilindros de cera grabables. El cambio del papel de estaño a la cera dio como resultado una mayor fidelidad del sonido y una mayor longevidad a las grabaciones.
Además de ser mucho más fáciles de manejar, utilizar cilindros recubiertos de cera también permitió obtener grabaciones más largas y proporcionó una calidad de reproducción superior. Además, para hacer rotar los cilindros, los grafófonos se equiparon inicialmente con pedales, luego dispusieron de mecanismos de accionamiento de cuerda, y finalmente recibieron motores eléctricos, en lugar de la manivela manual del fonógrafo de Edison.

## Comercialización
En 1885, cuando los Volta Laboratory Associates estaban seguros de que tenían una serie de invenciones prácticas, presentaron solicitudes de patente y comenzaron a buscar inversores. La Volta Graphophone Company de Alexandria, Virginia, se creó el 6 de enero de 1886 y se formalizó el 3 de febrero de 1886. Se formó para controlar las patentes y manejar el desarrollo comercial de sus invenciones de grabación y reproducción de sonido, una de las cuales se convirtió en el primer dictáfono.

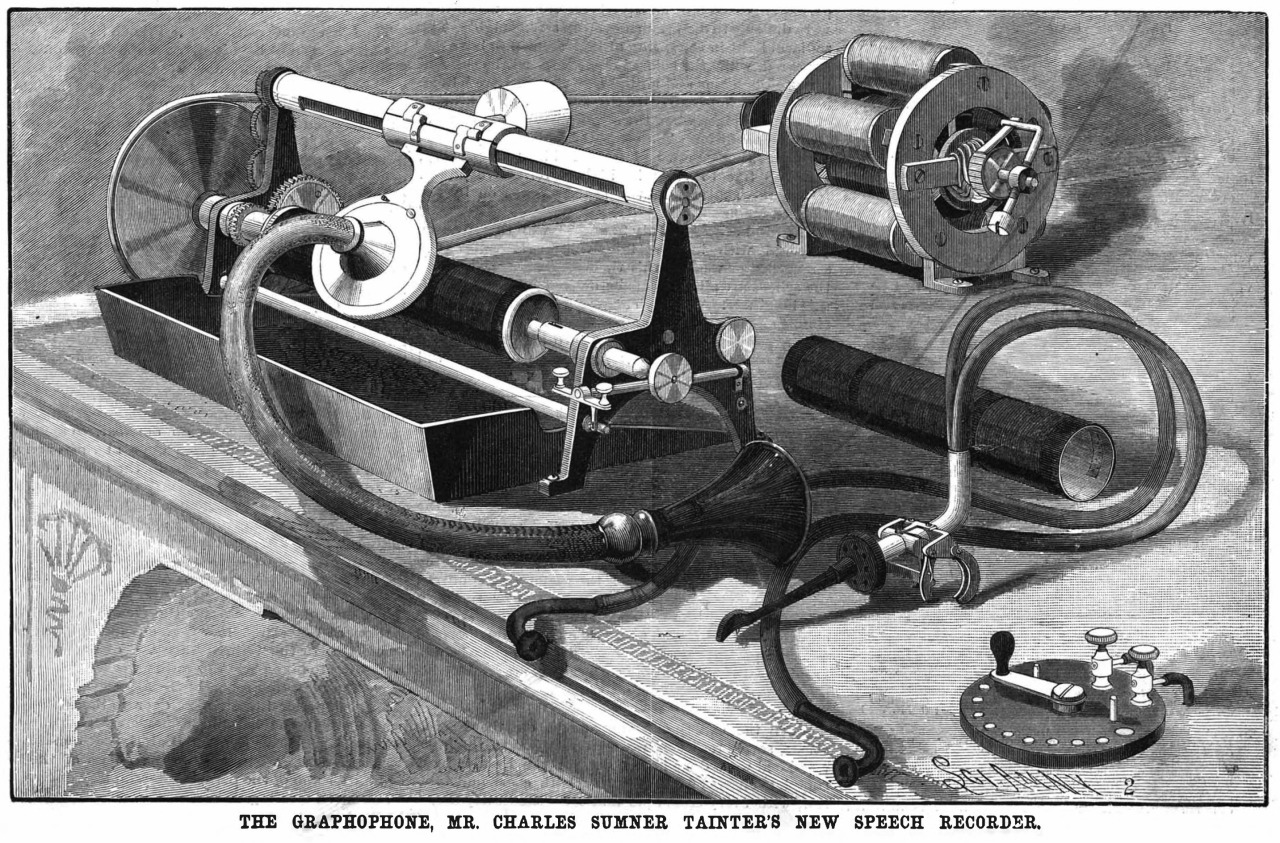
Grafófono de cilindro de cera de 1888 de la American Graphophone. Las máquinas fueron comercializadas durante unos pocos años por la American Graphophone y por la North American Phonograph Company, pero fueron reemplazadas por el "fonógrafo perfeccionado" de Edison de 1888 y sus cilindros de cera sólida

Después de que Volta Associates realizara varias demostraciones en Washington D. C., los empresarios de Filadelfia crearon la American Graphophone Company el 28 de marzo de 1887 con el fin de producir y vender sus máquinas en el mercado de fonógrafos en ciernes. La Volta Graphophone Company posteriormente se fusionaría con la American Graphophone, que más adelante se convirtió en Columbia Records. La Howe Machine Factory (una fábrica de máquinas de coser) de Bridgeport, Connecticut, se convirtió en la planta de fabricación de la American Graphophone. Tainter residió allí durante varios meses para supervisar la fabricación antes de enfermar, pero luego continuó con su trabajo de inventor durante muchos años. La pequeña planta de Bridgeport, que inicialmente producía tres o cuatro máquinas al día, se convirtió en la Dictaphone Corporation.

## Desarrollos posteriores

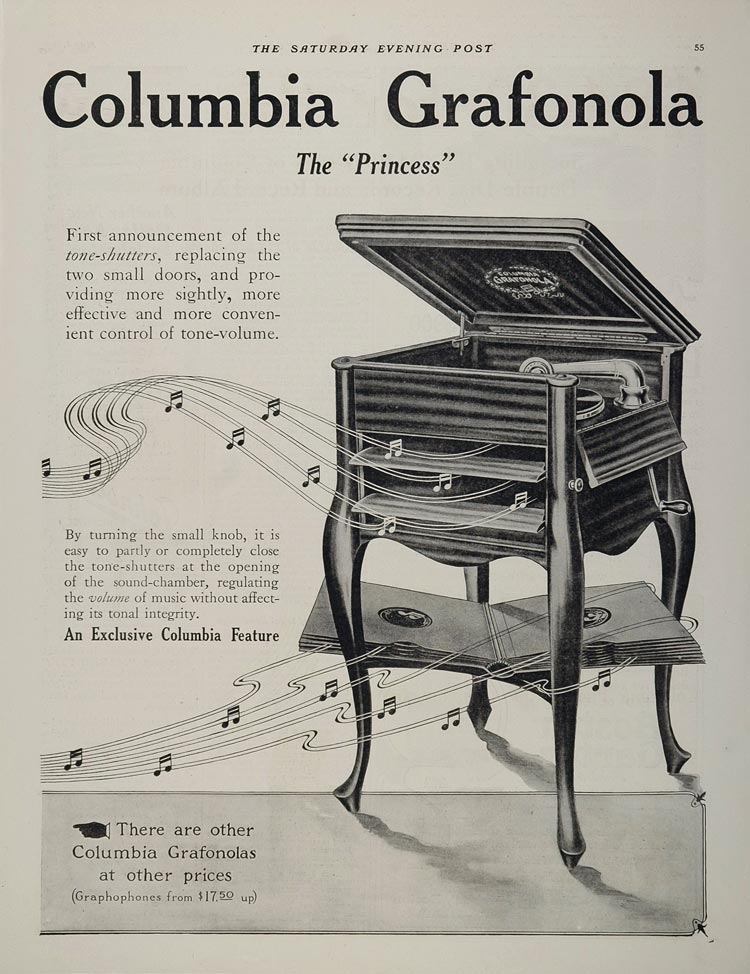
Un anuncio de 1912 de la Grafonola comercializada por Columbia

Poco después de la creación de American Graphophone, Jesse H. Lippincott usó casi un millón de dólares procedentes de una herencia para obtener el control de la compañía, así como los derechos de las patentes de Graphophone y de Bell y Tainter. Invirtió directamente 200.000 dólares en la American Graphophone y acordó comprar 5000 máquinas al año, a cambio de los derechos de venta del Graphophone (excepto en Virginia, Delaware y el Distrito de Columbia).
Poco después, Lippincott compró la Edison Speaking Phonograph Company y sus patentes por 500.000 dólares, y los derechos exclusivos de venta del fonógrafo en los Estados Unidos a Ezrah T. Gilliand (a quien Edison le había otorgado previamente el contrato) por 250.000 dólares, dejando a Edison con los derechos de fabricación. Luego creó la North American Phonograph Company en 1888 para consolidar los derechos de venta nacionales tanto del Graphophone como del Speaking Phonograph de Edison.
Jesse Lippincott estableció una red de empresas locales de ventas para alquilar fonógrafos y grafófonos como máquinas de dictado. Sin embargo, a principios de la década de 1890 acabó siendo víctima de los problemas mecánicos de sus aparatos y también de la oposición de los taquígrafos, lo que provocó la quiebra de la empresa.
Tainter desarrolló en 1893 una versión del Graphophone que funcionaba con monedas, Patente USPTO n.º 506348, para competir con el fonógrafo de entretenimiento de níquel en la ranura, puesto en funcionamiento en 1889 por Louis T. Glass, gerente de la Pacific Phonograph Company.
En 1889, el nombre comercial Graphophone comenzó a ser utilizado por la Columbia Phonograph Company como la denominación de su versión del fonógrafo. La compañía, fundada originalmente por un grupo de empresarios con licencia de la American Graphophone Company para vender grafófonos en Washington D. C., finalmente adquirió a la propia American Graphophone Company en 1893. En 1904, la Columbia Phonograph Company se estableció en Toronto, Canadá. Dos años más tarde, en 1906, la compañía American Graphophone se reorganizó y cambió su nombre a Columbia Graphophone Company para reflejar su asociación con Columbia. En 1918, la Columbia Graphophone Company se reorganizó para formar una empresa de venta minorista, la Columbia Graphophone Company, y un fabricante, la Columbia Graphophone Manufacturing Company. En 1923, Louis Sterling compró Columbia Phonograph Co. y la reorganizó una vez más, dando origen al futuro gigante discográfico Columbia Records.
Las primeras máquinas compatibles con los cilindros de Edison eran máquinas de pedal modificadas. La parte superior funcionaba conectada a un motor de cuerda o eléctrico (el llamado Tipo K eléctrico) en una caja cuadrada, que podría grabar y reproducir los viejos cilindros de Bell y Tainter. Algunos modelos, como el Tipo G, tenían nuevos mecanismos superiores que no estaban diseñados para funcionar con los cilindros de Bell y Tainter. El nombre Graphophone fue utilizado por Columbia (para máquinas de discos) en las décadas de 1920 y de 1930, y el nombre similar Grafonola se utilizó para denominar a una serie de fonógrafos con bocina interna.